# Compensație financiară
Compensația financiară se referă la actul de a oferi unei persoane bani sau alte lucruri de valoare economică în schimbul bunurilor, muncii sau a prejudiciului suferit.
Tipurile de compensații financiare includ:
- Despăgubiri, termen juridic pentru compensația financiară recuperabilă din cauza încălcării obligației de către o altă persoană
- Compensarea de naționalizare, compensația plătită în cazul naționalizării proprietății
- Plată
- Remunerație
  - Compensație amânată
  - Compensație executivă
  - Redevențe
  - Salariu
  - Beneficiile angajatului
  - Compensarea muncitorilor, pentru a proteja angajații care au suferit leziuni legate de muncă